# Danišmendovci
Danišmendovci či také Danišmendové (turecky Dânişmendliler, persky سلسله دانشمند) byla turecká dynastie oghuzského původu založená Danišmendem Gazim. Vládla severovýchodní a východní Anatolii od roku 1071 nebo 1075 do roku 1178, která byla spravována jako beylik v Seldžucké říši. Ovládané území se původně soustředilo kolem měst Sivas, Tokat a Niksar ve střední a severovýchodní Anatolii, ale po krátký čas sahalo dál na západ až k Ankaře a Kastamonu a na jih až k Malatyi, kterou Danišmendovci obsadili roku 1103. Na počátku 12. století se Danišmendovci stali soupeři Rúmského sultanátu, který zaujímal velkou část Anatolie a obklopoval danišmendovské území. V té době se Danišmendovci účastnili také bojů s evropskými křižáky. Osud tureckého beyliku, který byl formálně podřízenén Seldžucké říši, zpečetili sami Seldžučtí Turci, když za druhé vlády beje Nasreddína Muhammeda roku 1178 dobyli Malatyi a přinutili zbývající Danišmendovce k poslušnosti.